# Epitaph (album de Moriarty)
Pour les articles homonymes, voir Epitaph.
Albums de Moriarty
Fugitives
(2013)
Epitaph est le quatrième album du groupe franco-américain Moriarty sorti le 13 avril 2015.

## Développement
Dans la continuité de leur deuxième album, The Missing Room, Epitaph traite du thème de l'au-delà. Il s'agit de compositions originales,,.
Certaines chansons, comme When I Ride ou Long Live The (D)evil sont tirées d'une adaptation radiophonique musicale du roman Le Maître et Marguerite, de Mikhail Boulgakov, adaptation réalisée pour France Culture,.

## Liste des titres
| No  | Titre                 | Durée |
| --- | --------------------- | ----- |
| 1.  | When I Ride           | 3:54  |
| 2.  | Reverse (Anger)       | 2:55  |
| 3.  | History of Violence   | 2:29  |
| 4.  | Long Live The (D)evil | 3:54  |
| 5.  | Milena                | 3:23  |
| 6.  | Diamonds Never Die    | 4:26  |
| 7.  | Ginger Joe            | 3:23  |
| 8.  | May Be a Little Lie   | 3:50  |
| 9.  | Across From My Window | 3:59  |
| 10. | G.I. Jesus            | 3:24  |
| 11. | Back in Town          | 3:11  |
| 12. | Fire Fire             | 3:45  |
| 13. | Long Is the Night     | 4:58  |